# 2014年阿富汗巴達赫尚省山崩
2014年5月2日，阿富汗東北部巴達赫尚省因豪大雨在下午一時引發山崩，數百間民房被埋在20公尺深的土石裡，造成至少350人死亡，2,500人失蹤。

## 搜救
包括聯合國機構、北約部隊都在災後隨即展開動員，並與阿富汗軍方聯繫協調救援任務。由於擔心再有山崩發生，隔壁村落也已疏散。由於機具不足影響救援，亟需挖土機挖開土石。巴達赫尚省警察首長阿雅茲告訴英國廣播公司，當地沒有機具，就算有，要在土石堆中救出人根本不可能。
3日，放棄搜救。
巴達克珊省長艾迪布說，部分住家遭高達50公尺的土石掩埋，不可能挖出遺體，「我們沒辦法繼續搜救任務，因為這些住宅被掩埋在好幾公尺的土石當中。我們為罹難者禱告，並讓這片地區成為萬人塚。」

## 國際反應
- 美国总统歐巴馬5月2日在華府與德國總理梅克爾舉行聯合記者會時，對阿富汗這起「可怕的悲劇」表示哀悼[8]。
- 中华人民共和国主席习近平向阿富汗总统卡尔扎伊致慰问电，代表中国政府和人民，并以个人的名义，对遇难者表示哀悼，向受灾民众表示慰问[9]。